# 搶劫片
搶劫片或劫盜片是犯罪片的子類型，主要講述重大搶劫案的計劃、執行及後果。雖然早在《火車大劫案》（1903年）中就可以看到搶劫電影的元素，但直到1940年代末及1950年代初，此類型電影才完全成熟。外界普遍認為，第一部做到這點的電影是1950年的《夜闌人未靜》；該片具有搶劫案的許多特點，從罪犯的角度，重點講述一次搶劫案的精心策劃、有缺陷的計畫執行以及災難的後果。

## 類型特徵
該類型的電影大多會講述一次重大搶劫案的計劃、執行和後果。雖然在重大犯罪之前可能會有幾起小犯罪，但這起重大犯罪仍是電影的核心。搶劫片往往聚焦於犯罪過程，通常經過詳細計劃，然後再對搶劫本身進行詳細描述。這類型的獨特之處在於幾乎只專注於犯罪者，而不是試圖阻止他們的人。這常常會導致觀眾對罪犯產生某種同情或尊重。另一個常見特徵是組成一支團隊來完成搶劫，每個成員都貢獻完成工作所需的獨特技能或特質。
隨著時間的推移，電影製作人採用了這些特點並對其進行了改變，從而創造出有趣的此類戲劇。例如，《霸道橫行》（1992年）跳過了搶劫的執行與過程，而是選擇幾乎只關注劫案的後果。另一個例子是《大淘金》（1969年），該片展示了搶劫的計劃和執行，但並沒有完全展示其後果。該類型的其他主題包括因命運或罪犯的個人特質而導致搶劫失敗。包括其中一名成員在搶劫過程中受傷，或在搶劫過程中（或之後）背叛其他人。此一趨勢源自於好萊塢在电影制作守则頒布期間製作的第一批此類電影，該守則禁止犯罪者逃脫懲罰。雖然自從規範消失後，這種情況有所改變，但搶劫失敗的故事情節仍然存在。

## 延伸閱讀
- Lee, Daryl. . Columbia University Press. 2014. ISBN 978-0-231-85058-2.
- Sloniowski, Jeannette; Leach, Jim (编). . Contemporary Approaches to Film and Media Series. Wayne State University Press（英语：Wayne State University Press）. 2017. ISBN 978-0-8143-4224-4.